# Bharatpur (Dhanusa)
Bharatpur (nepalski: भरतपुर, trl. Bharatpur, trb. Bharatpur) – gaun wikas samiti w środkowej części Nepalu w strefie Dźanakpur w dystrykcie Dhanusa. Według nepalskiego spisu powszechnego z 2011 roku liczył on 3021 gospodarstw domowych i 15 519 mieszkańców (8105 kobiet i 7414 mężczyzn).